# Päronpest

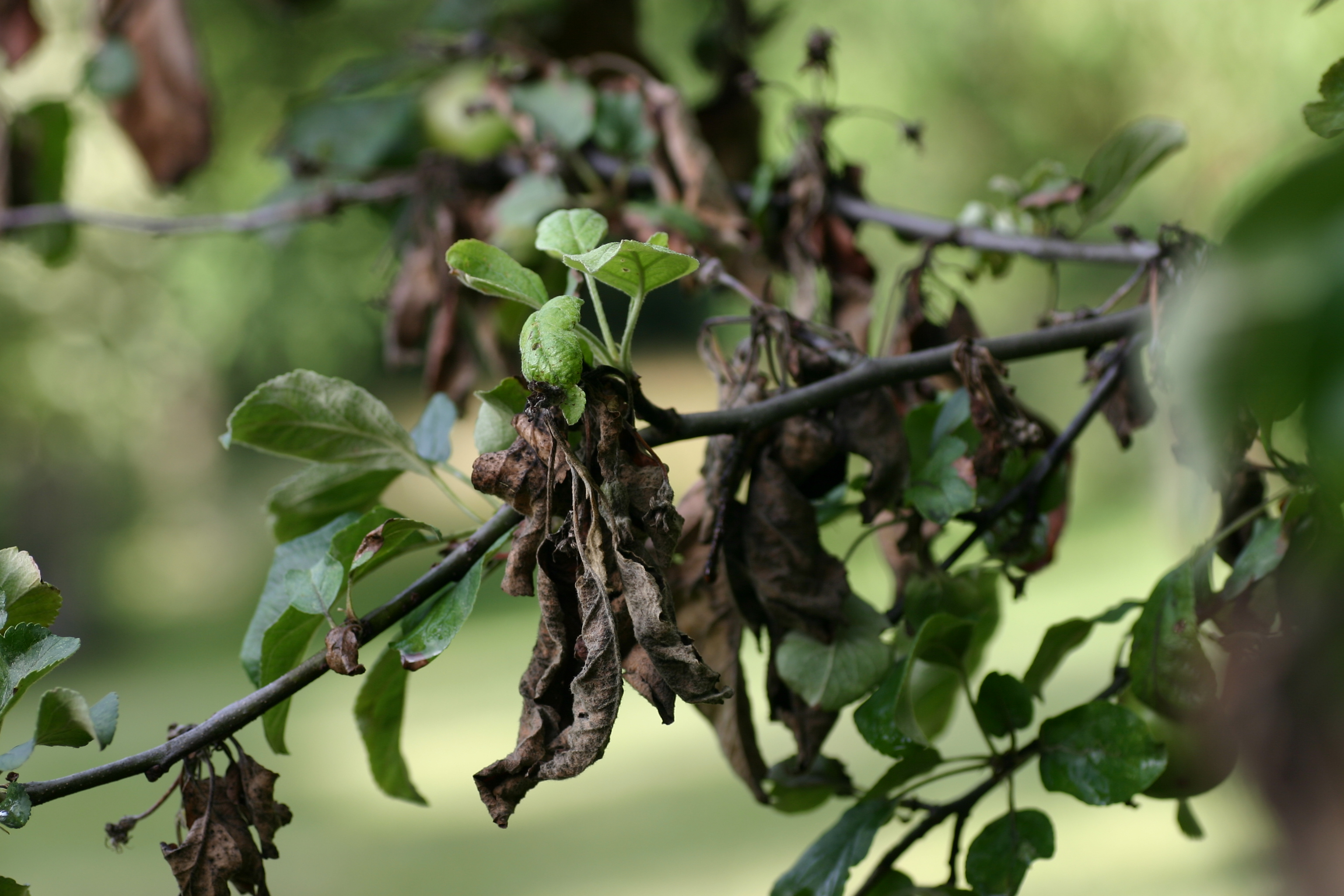
Päronpest

Päronpest är en förödande sjukdom som vanligtvis drabbar päronträd. Sjukdomen orsakas av bakterien Erwinia amylovora. Förutom päron drabbas även vissa andra vedaratade träd inom familjen rosväxter (Rosaceae), exempelvis hagtorn, oxbär, äpple, eldtorn, vitoxel, rosenkvitten och kvitten.
Päronpest kan ha ett mycket snabbt och förödande förlopp under gynnsamma väderförhållanden som exempelvis hög värme och hög luftfuktighet. Unga växande skott och blommor är särskilt mottagliga för smittan.
Bakterien tros ha sitt ursprung i Nordamerika. Australien och Japan anses vara fria från sjukdomen, fast det är något debatterat.